# سیبل ککیلی
سیبل ککیلی (به انگلیسی: Sibel Kekilli) (زاده ۱۶ ژوئن ۱۹۸۰) بازیگر ترک تبار آلمانی است که قبل از بازی در فیلم در مقابل دیوار و پا گذاشتن به عرصه سینما، بازیگر فیلم‌های پورن بود. او بعد از بازی در فیلم در مقابل دیوار توجه عموم را به خود جلب کرد و در سال ۲۰۱۱، برای ایفای نقش یک روسپی جوان به نام شی در مجموعه تلویزیونی بازی تاج‌وتخت به شهرت رسید.

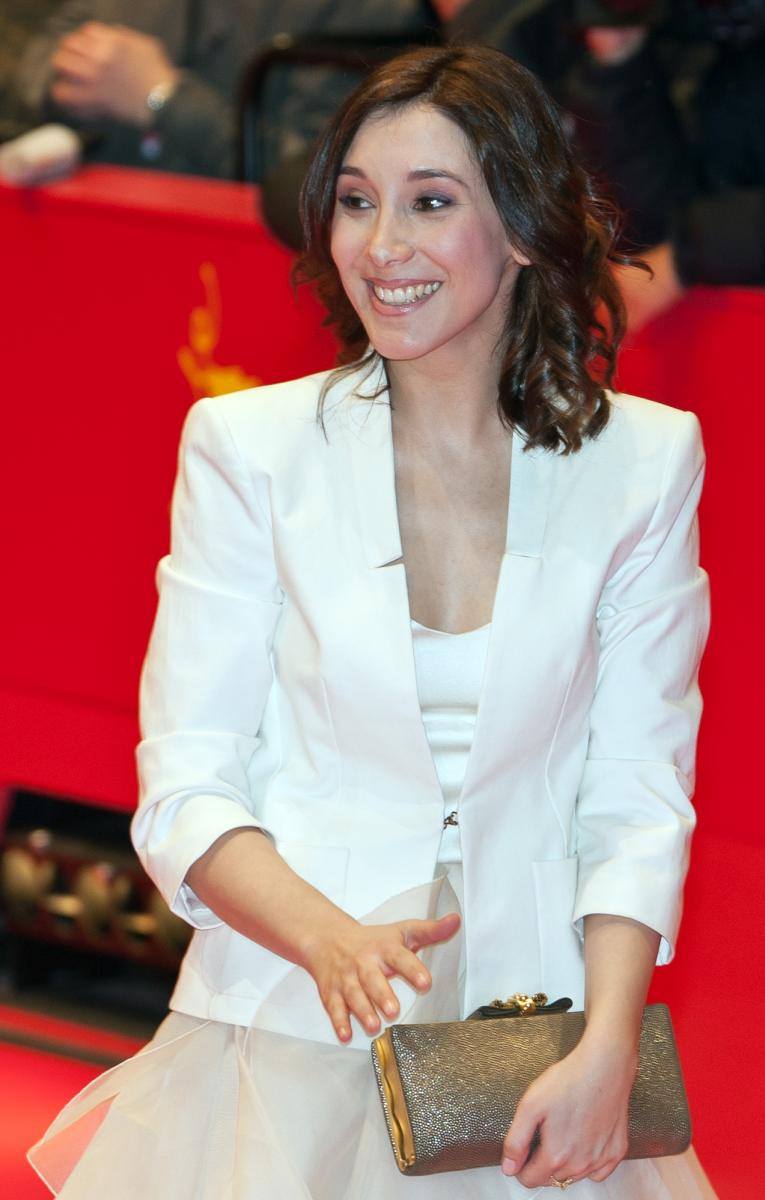
سیبل ککیلی در شصت و دومین جشنواره بین‌المللی فیلم برلین